# Tovomita umbellata
Tovomita umbellata là một loài thực vật có hoa trong họ Bứa. Loài này được Benth. miêu tả khoa học đầu tiên năm 1843.